# Maison sur la cascade
Kaufmann Desert House
Pour les articles homonymes, voir Maison (homonymie) et Cascade.
La Maison sur la cascade (Fallingwater ou Kaufmann House ou Edgar J. Kaufmann Sr. Residence, en anglais) est une célèbre maison de style Prairie School-moderne-organique construite pour Edgar J. Kaufmann (en) entre 1935 et 1939, par l'architecte américain Frank Lloyd Wright. Située dans le township de Stewart (comté de Fayette, en Pennsylvanie, au sud de l'État de New York aux États-Unis), elle est construite sur une chute d'eau de 9 m des monts Allegheny. Une seconde maison Kaufmann est construite en 1946 par Richard Neutra dans le désert de Californie. Ce chef-d'œuvre architectural est un musée public depuis 1964, monument historique national National Historic Landmark depuis 1966, et inscrit sur la liste indicative du patrimoine mondial de l'UNESCO depuis 2008.

## Contexte et histoire

### Contexte géographique
Cette demeure historique d’exception est harmonieusement intégrée en immersion organique avec l’environnement d'une réserve naturelle de 2 000 hectares de forêt rocheuse sauvage. Elle est bâtie sur une chute d'eau de 9 mètres formée par la rivière Bear Run (en). Elle se trouve dans les Laurel Highlands, sur la municipalité de Stewart, du comté de Fayette de l'État de Pennsylvanie, sur un chemin forestier de la route 381, entre les villages de Springfield Township et Ohiopyle, à 80 km de Pittsburgh.
Le lieu est soumis à une forte exposition à l’humidité et à la lumière du soleil. Les conditions climatiques de gel-dégel dans cette partie de la Pennsylvanie et les infiltrations d’eau ont affecté les matériaux de construction. C'est pourquoi, un nettoyage en profondeur des murs extérieurs en pierre est effectué régulièrement.

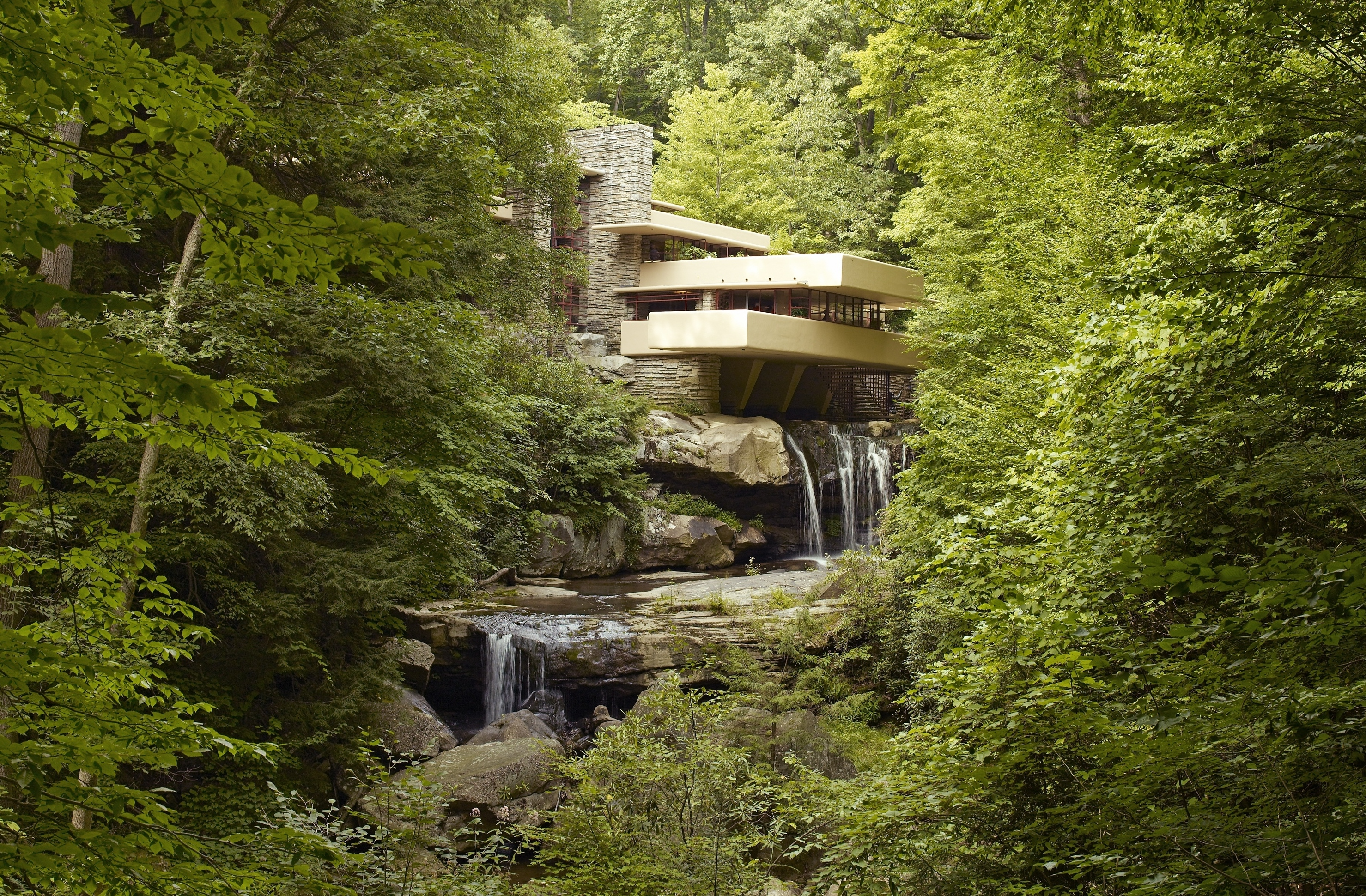
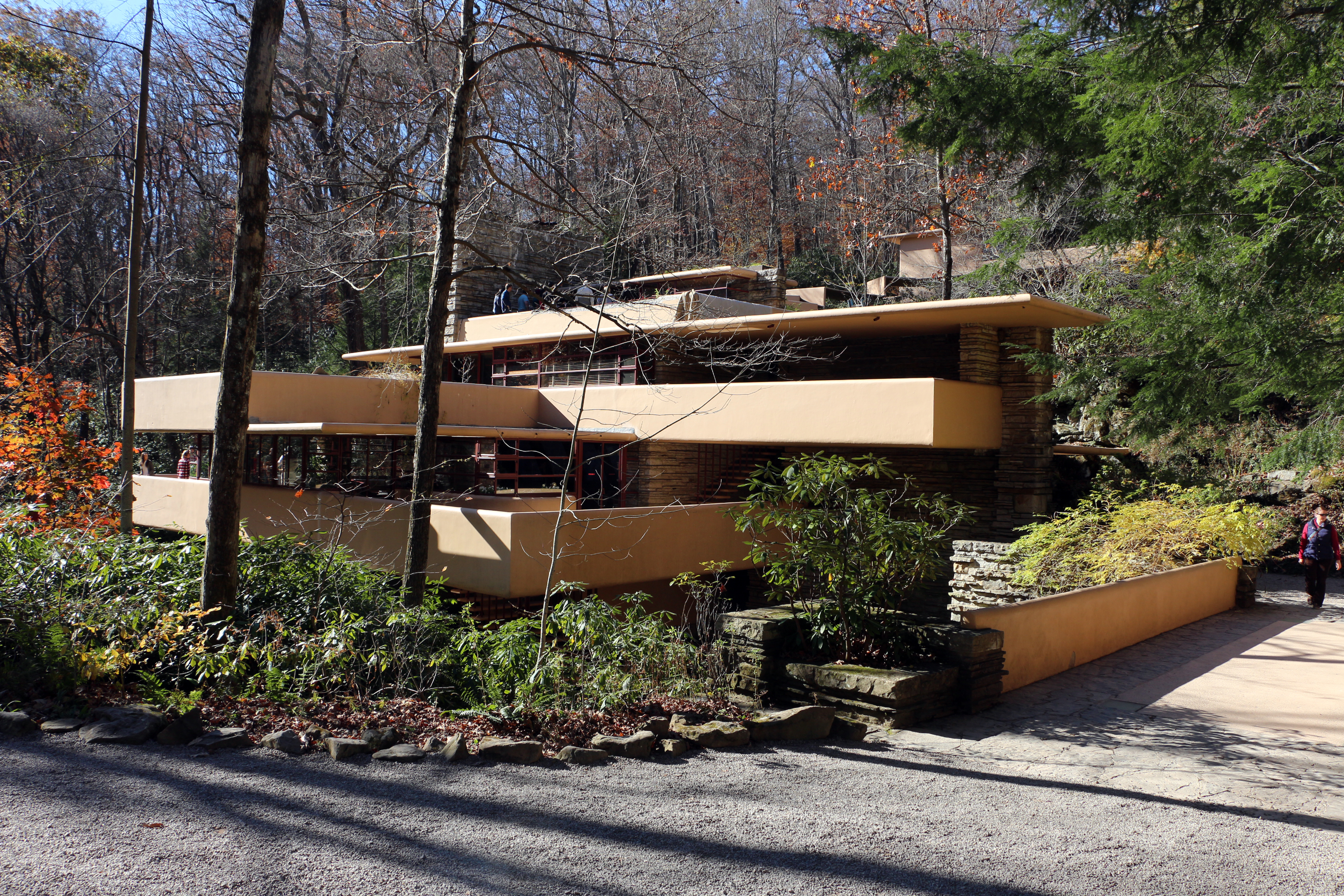

### Contexte historique et artistique
Frank LIoyd Wright, dès son jeune âge, vit dans un entourage passionné d'art et d'architecture. Jeune homme, il fait des études à Chicago et commence à travailler dans des cabinets d'architecture comme l'équipe d'Adler et Sullivant. C'est donc avec Sullivant qu'il apprend le métier d'architecte et commence par la suite sa carriere à son propre compte,.
Dans les années 1930, les États-Unis connaissent une grave crise économique : c'est la Grande Dépression. Frank Lloyd Wright est alors un architecte reconnu, dont la carrière est déjà longue. Mais la crise le prive de ses commandes. Il écrit alors son autobiographie (1932) et ouvre sa villa de Taliesin à des étudiants qui paient pour y recevoir l'enseignement du maître et qui travaillent pour lui (Taliesin Fellowship).
En 1935, Frank Lloyd Wright, qui a déjà 67 ans, relance sa carrière d'architecte grâce à plusieurs commandes, dont la Maison sur la cascade. Ce projet lui permet de s'affirmer face aux autres architectes comme Le Corbusier et Walter Gropius. Les courants architecturaux à la mode sont alors le Style International et le Style Art Déco.

### Histoire de la maison
Edgar Kaufmann (riche propriétaire de la chaîne de grands magasins de Pittsburgh) entre en 1934 en relation avec Frank Lloyd Wright pour divers projets architecturaux de Pittsburgh. Il subventionne ses concepts de maisons usoniennes et de cité idéale utopique Wright's Broadacre City des années 1930, projets exposés au Rockefeller Center de Manhattan à New York en 1935, auxquels participe Edgar Kaufmann junior, fils des Kaufmann. Ce dernier étudie en effet à l'école de Taliesin. C’est lors d’une visite avec leur fils à Taliesin en novembre 1934 qu’Edgar et Liliane Kaufmann rencontrent Wright pour la première fois.

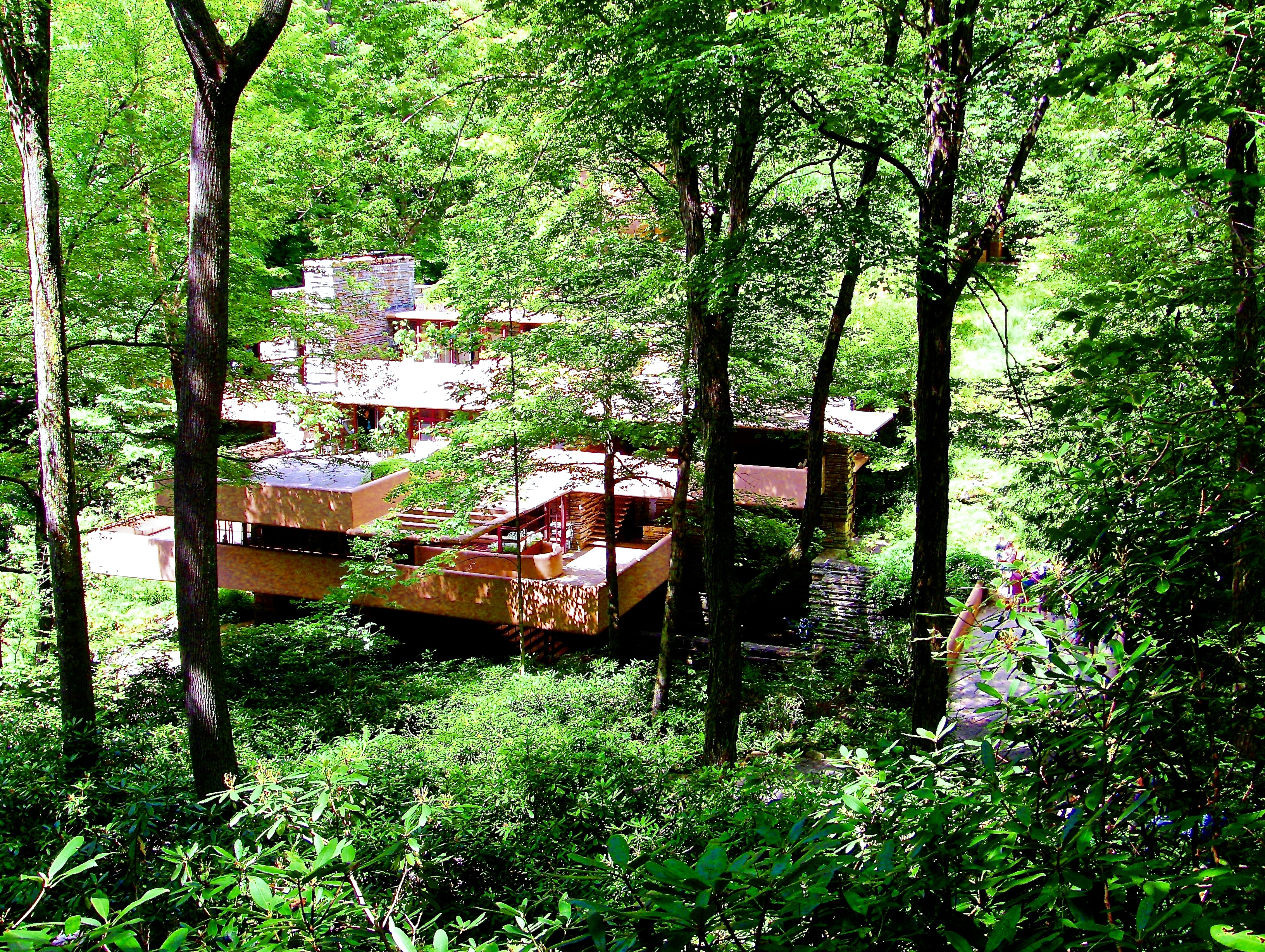
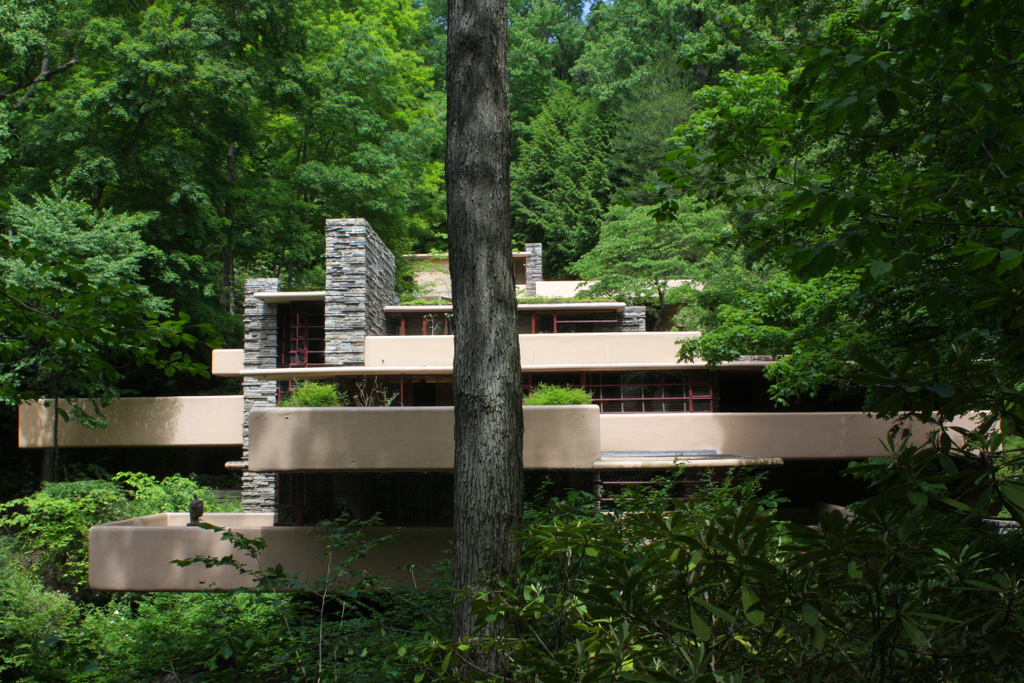
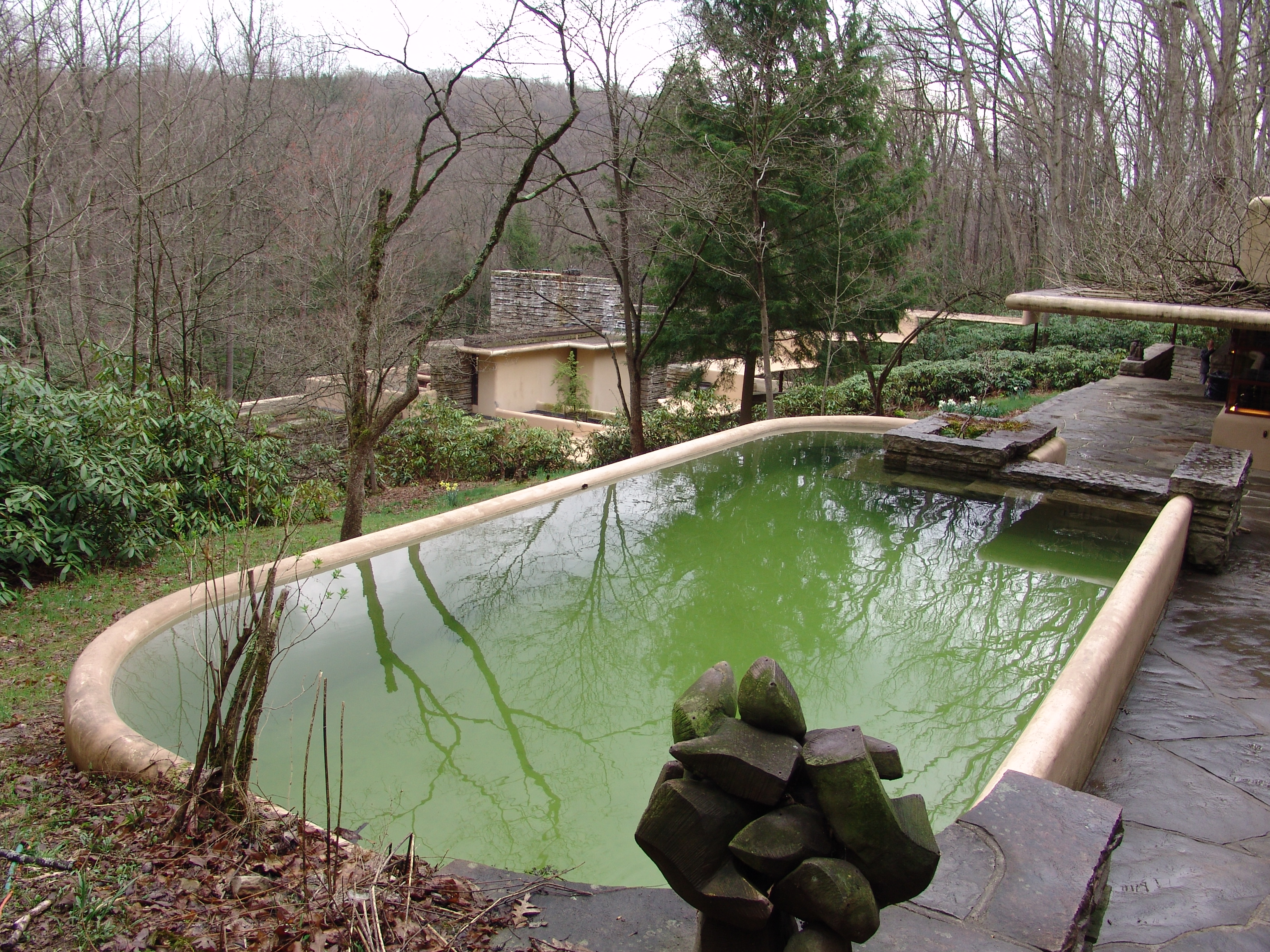

Le couple Kaufmann apprécie la nature et les activités de plein air. Edgar Kaufmann désire à l'origine une résidence secondaire de vacances en immersion dans la nature avec vue sur la cascade, mais Wright le persuade d’intégrer la maison avec la cascade elle-même, contraignant les habitants de vivre avec.
Le 18 décembre 1934, Wright visite Bear Run et demande une étude d'arpentage de la zone autour de la cascade. Les plans préliminaires sont remis à Kaufmann pour approbation le 15 octobre 1935 ; puis Wright effectue une visite supplémentaire sur le site pour estimer le coût du chantier. En décembre 1935, une ancienne carrière de roche est rouverte à l’ouest du site afin de fournir les pierres nécessaires aux murs de la maison. Wright ne s'est ensuite rendu sur place qu'épisodiquement et a confié à son apprenti Robert Mosher le rôle de superviser le chantier sur place. Les dessins définitifs sont publiés par Wright en mars 1936 et les travaux sur le pont et la maison commencent en avril 1936. Les Kaufmann s'installent dans la maison en décembre 1937 et les travaux s'achèvent en 1939.
À l’origine, le coût estimé de la construction était de 35 000 $. Le coût final du projet était de 155 000 $, soit environ 3,3 millions de dollars d'aujourd'hui; dont 75 000 $ pour la maison. 22 000 $ ont été dépensés pour les finitions et l’ameublement ; 50 000 $ pour la maison d’hôtes, le garage et les logements des domestiques ; les honoraires d’architecte s'élevèrent à 8 000 $. Le coût de la restauration de la maison en 2001 a été estimé à 11,5 millions de dollars de l'époque.
La maison sur la cascade a été la villa de week-end de la famille Kaufmann de 1937 à 1963. La famille s'y retirait le week-end pour échapper à la chaleur et aux fumées de la ville industrielle de Pittsburgh. Liliane aimait nager nue et collectionner des œuvres d'art moderne, en particulier celles du peintre mexicain Diego Rivera, qui était invité à la maison de campagne. La famille Kaufmann vit dans cette résidence de week-end et de vacances durant 15 ans. Edgar Kaufmann se fait construire dix ans plus tard en 1946, une seconde maison célèbre Kaufmann Desert House de style architecture californienne moderne (à côté de l'aéroport international de Palm Springs) par l'architecte Richard Neutra (surnommé « l'architecte du rêve californien ») à Palm Springs (à 200 km à l'est de Los Angeles) dans le désert des Mojaves de Californie.
Après la mort de son père en 1955, Kaufmann Jr. a hérité de la maison sur la Cascade ; il a continué à l’utiliser comme villa de week-end jusqu’au début des années 1960. De plus en plus soucieux d'en assurer la préservation, il confia la maison et environ 1 500 acres de terre à la Western Pennsylvania Conservancy en 1963. Les visites guidées ont commencé en 1964. L’architecte et designer Paul Mayén a réalisé un projet de centre d’accueil, achevé en 1981. De nos jours, le site attire plus de 160 000 visiteurs venus du monde entier chaque année.
En 1963, l'exposition « Fallingwater : A Frank Lloyd Wright House Revisited » ouvre ses portes au MoMA, sous la direction d’Arthur Drexler. Ce dernier compare Fallingwater à la cathédrale de Chartres et au Parthénon. En 1976, la maison sur la cascade est devenue un monument historique national.
En 2019, la maison est classée au patrimoine mondial de l'Humanité de l'UNESCO avec sept autres bâtiments conçus par Frank Lloyd Wright. Une maquette de la maison a été présentée au Museum of Modern Art de New York en 2009.

## Description

### Extérieur de la maison
La maison sur la cascade s'étend sur une surface totale de 268 m² sur trois étages (et 227 m² de terrasses, et 158 m² de maison d’hôtes). Les matériaux utilisés sont le béton armé, l'acier, le verre, le bois, la brique et la roche locale. La demeure se distingue par la superposition de trois niveaux de baies vitrées et de balcons toit-terrasse en porte-à-faux surplombant la rivière et la nature environnante. Les parapets des balcons ont des coins arrondis. Vu de l'extérieur, c'est l'horizontalité qui domine l'ensemble. Son originalité réside également dans une série de grandes terrasses en porte-à-faux : ces dernières sont fabriquées en béton recouvert de stuc et elles sont fixées à la roche naturelle. La superficie totale des terrasses de la villa est de 409 mètres carrés.
Pour les éléments verticaux de la résidence, c'est-à-dire les piliers structurels et la cheminée, l'architecte a choisi un revêtement en grès local. La peinture, lorsqu'elle est présente, se résume à un ocre clair, même si, à l'origine, Wright souhaitait qu'elles soient recouvertes à la feuille d'or pour qu'on les voit briller à travers les arbres. Pour les fenêtres et les cadres de porte est utilisé le rouge Cherokee – une teinte terreuse appréciée par l’architecte.

### Intérieur de la maison

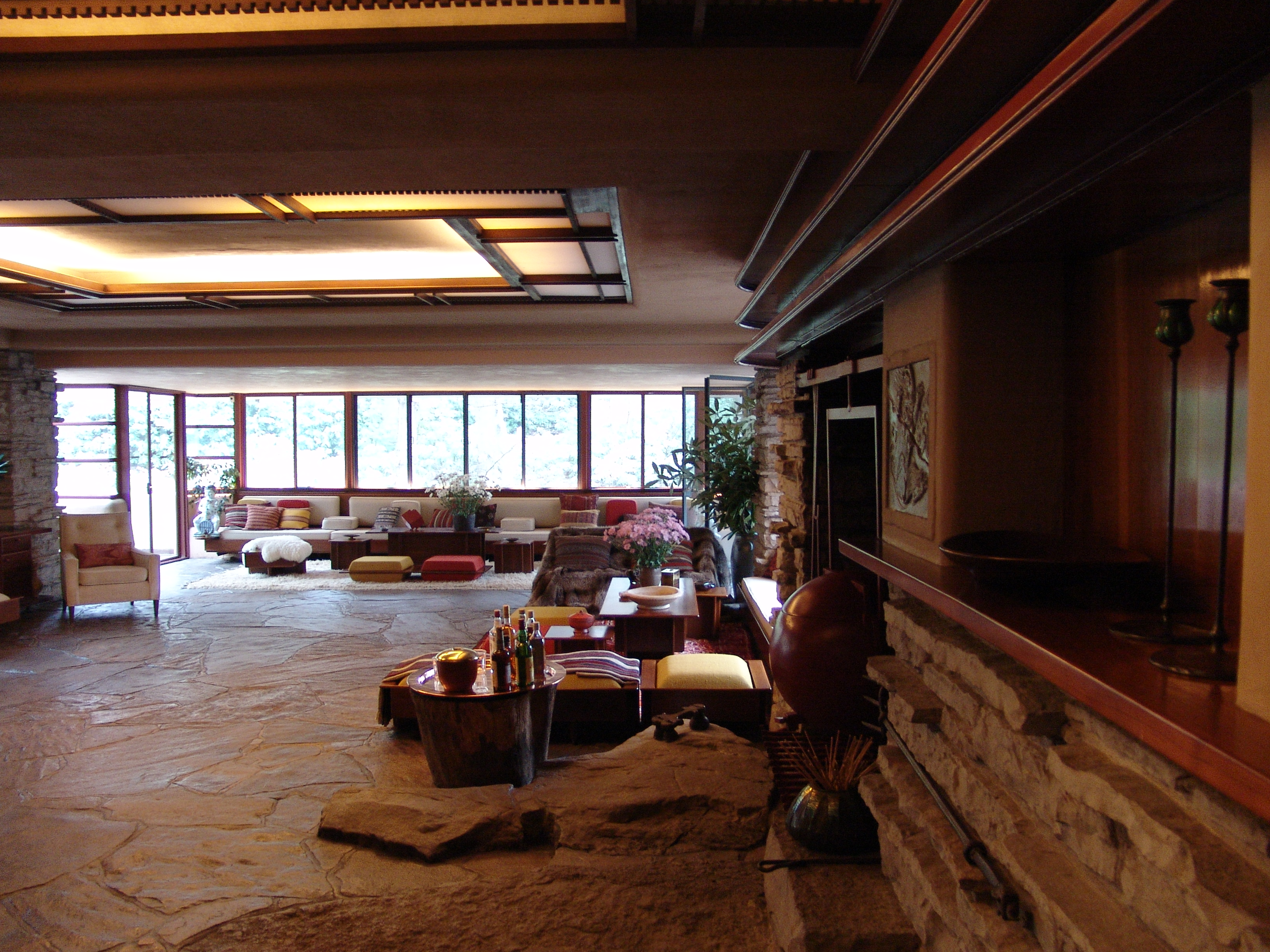
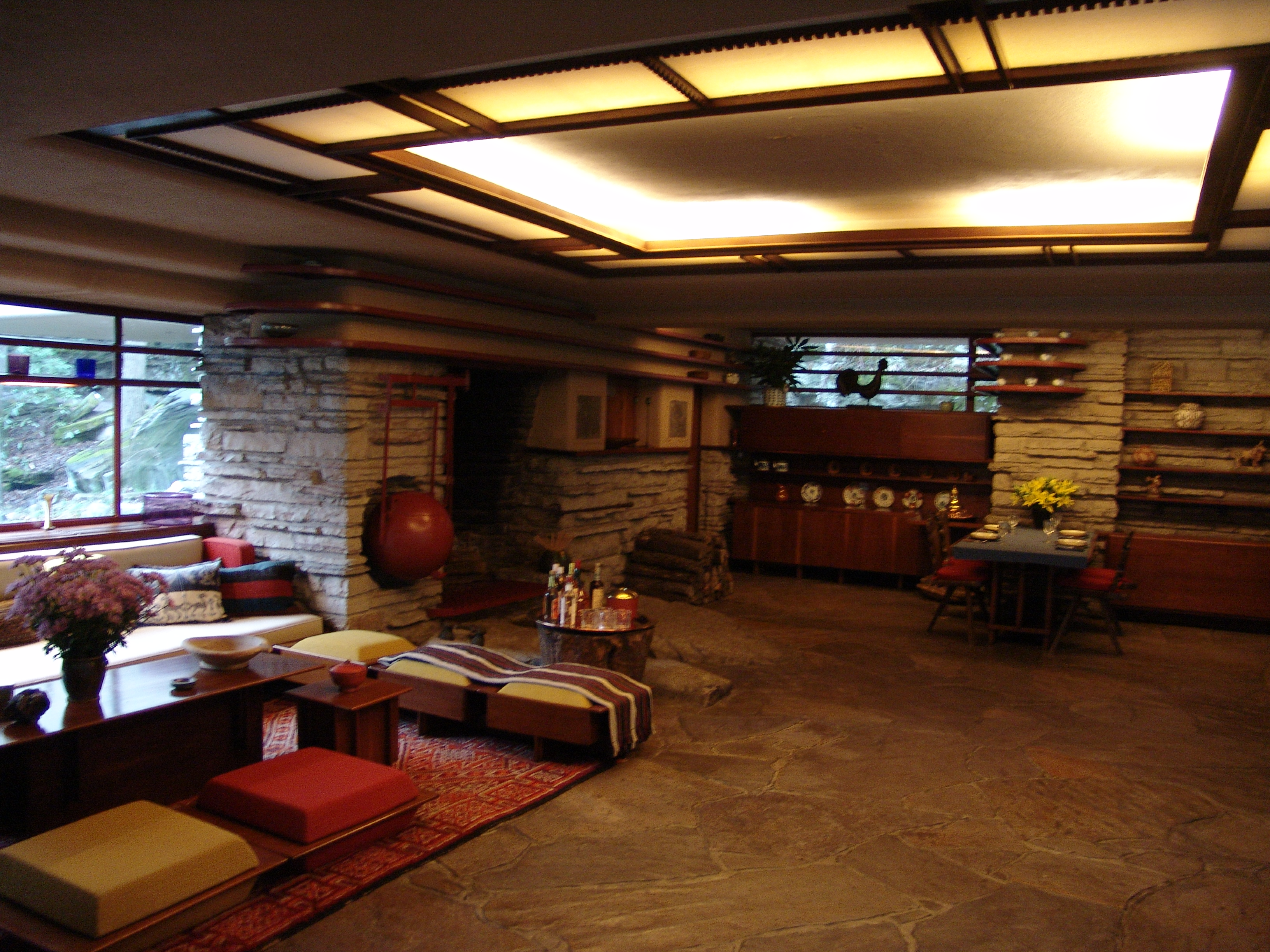
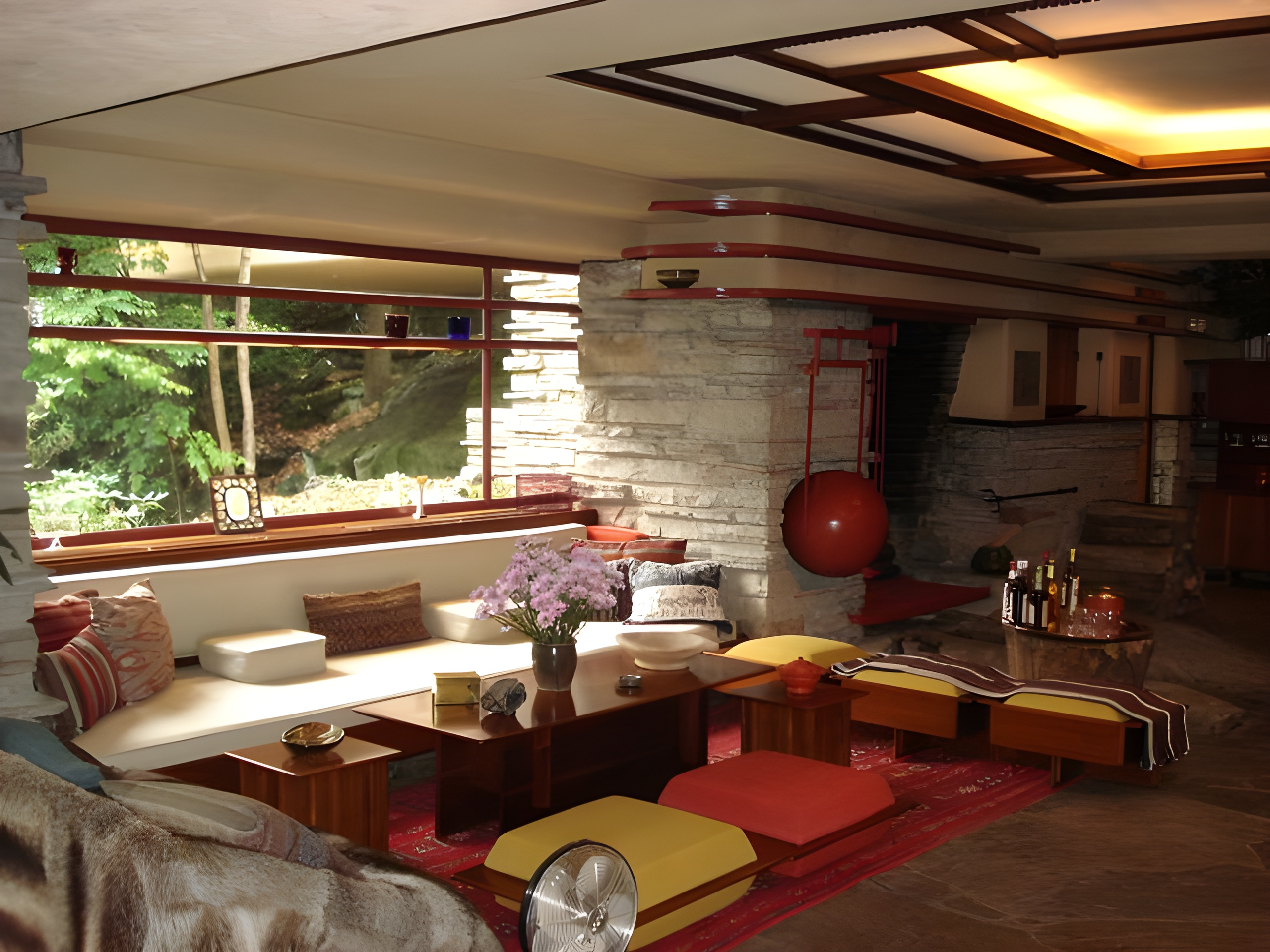
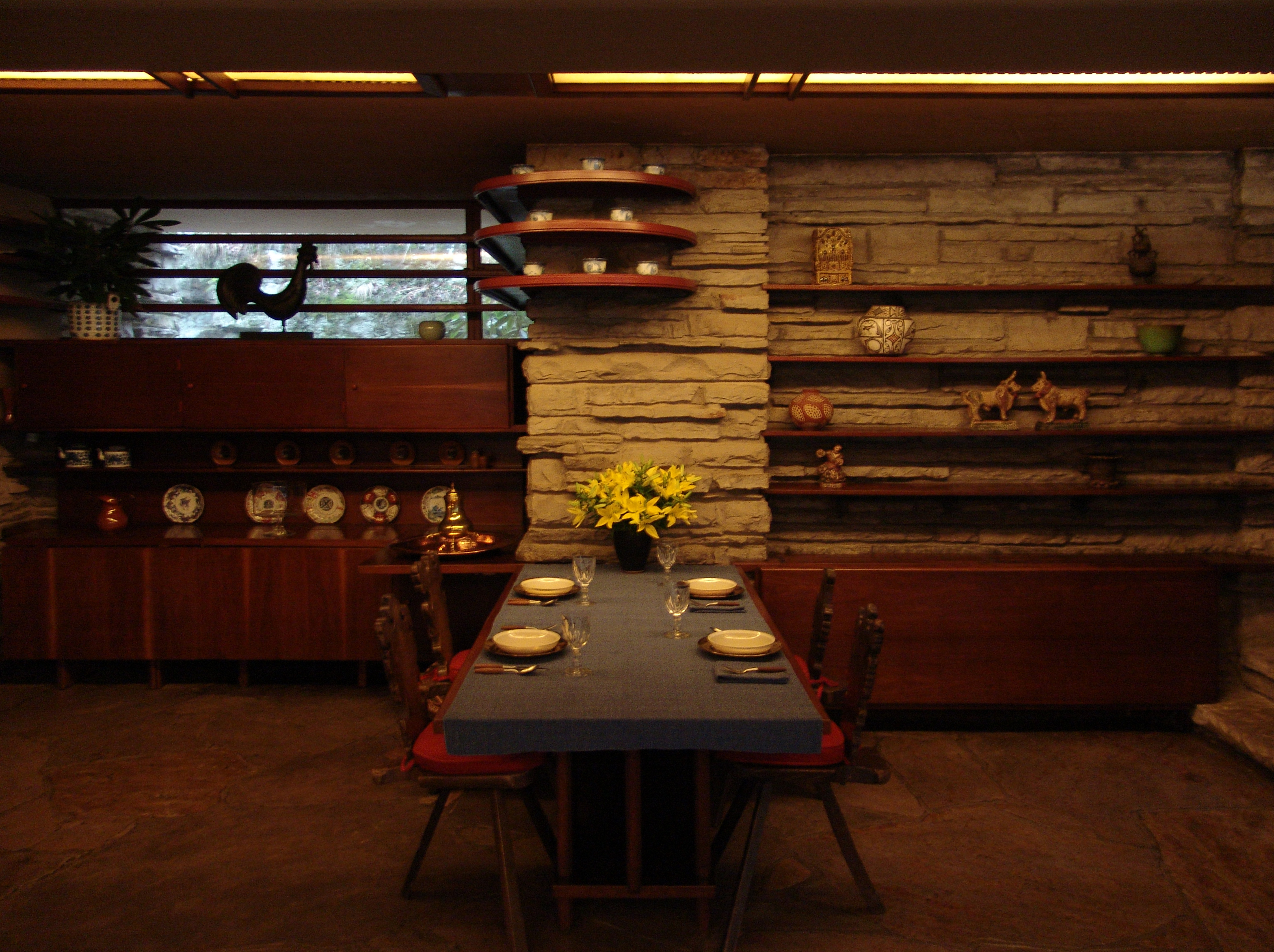

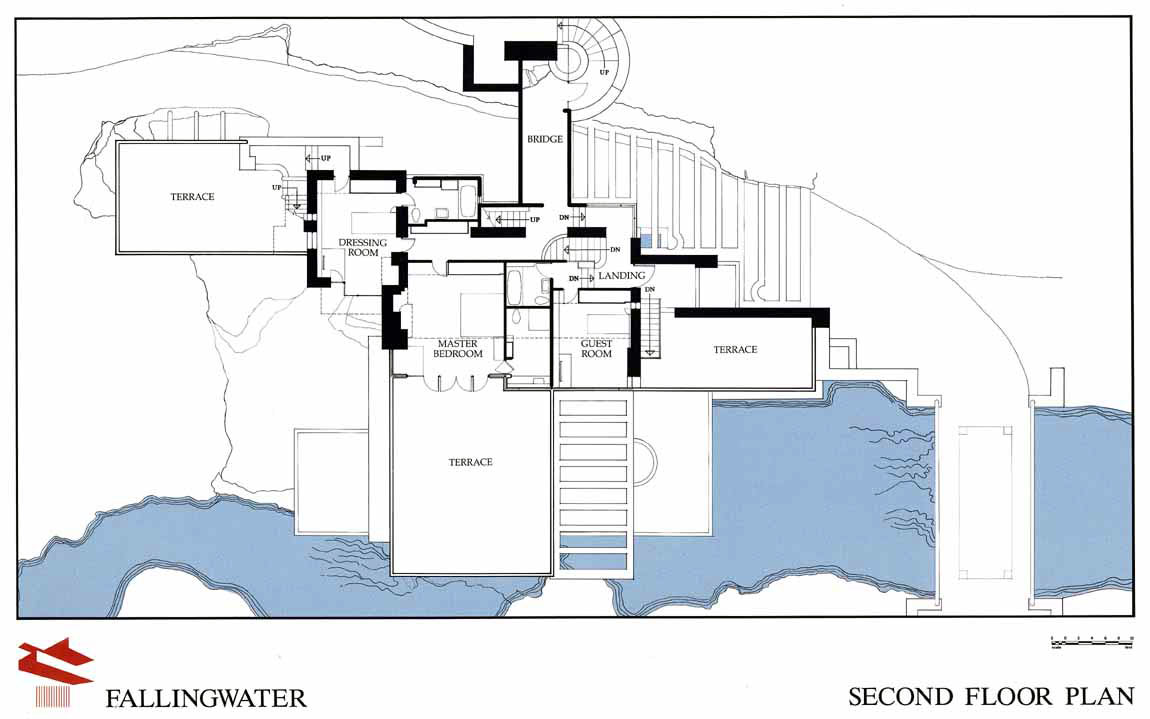
Plan du deuxième étage

Les vastes volumes intérieurs ouverts sont décloisonnés (salon, salle à manger, cuisine, piscine extérieure du rez-de-chaussée, chambres et bureau aux étages, avec vaste terrasse à chaque pièce). Le plan est proche d'une croix dont le centre est le grand salon au premier niveau.
Les pièces sont entièrement meublées par des meubles au design personnalisé, conçus par Wright, pour un coût final de 155 000 dollars (avec un budget initial de 35 000 dollars). L'architecte était en effet connu pour concevoir ses projets de manière globale, avec le mobilier et les menuiseries. Wright a élaboré environ 170 meubles en bois sur mesure pour la maison, dans un style qui s’intègre harmonieusement à l’architecture.
Les six salles de bains sont recouvertes de carreaux de liège. Les carreaux de liège servant de revêtement de sol étaient cirés à la main, ce qui leur donnait une finition brillante.
La maison est construite sur trois niveaux : au premier niveau se trouvent un grand salon avec une grande cheminée et un espace pour manger. Il existe une cuisine à côté. Un escalier descend vers la cascade. Les meubles sont bas pour ne pas couper la vue sur l'extérieur. Au deuxième niveau se trouvent deux chambres à coucher (une pour les propriétaires et une pour les invités), un dressing, deux salles de bains. Le troisième niveau est occupé par un bureau et une petite chambre.

### Autres bâtiments
Sur le flanc de la colline au-dessus de la maison principale se trouvent un abri d’auto à quatre baies, des quartiers pour les domestiques et une maison d’hôtes. Ces dépendances attenantes ont été construites deux ans plus tard avec la même qualité de matériaux et le même souci du détail que la maison principale. Les chambres d’hôtes disposent d’une piscine alimentée par une source qui déborde et s’écoule vers la rivière en contrebas.

## Arts, ruptures, continuités
La maison sur la cascade s'inspire de la résidence d'été personnelle de Wright, Taliesin dans le Wisconsin (1911), ainsi que de Robie House (1909). Les grandes terrasses horizontales rappellent d'une part le style prairie et d'autre part les maisons usoniennes. La passion de Wright pour l’architecture japonaise se reflète fortement dans la conception de la maison sur la cascade, en particulier dans l’interpénétration des espaces extérieurs et intérieurs et l’accent mis sur l’harmonie entre l’homme et la nature. La villa est en continuité avec l'environnement, elle s'inscrit pleinement dans le cadre naturel : elle est construite au-dessus d’une chute d'eau qui coule sous la maison.
Dans le salon, l’âtre de la cheminée intègre des roches du site. Depuis le salon en porte-à-faux, un escalier mène directement à une plate-forme isolée au niveau du ruisseau qui coule en contrebas. Les chambres sont petites, certaines avec des plafonds bas, afin d'inciter les gens à sortir vers les espaces sociaux ouverts, les terrasses et l’extérieur. Le bruit de la rivière Bear Run imprègne la maison, surtout au printemps, lorsque la neige fond. Les murs en pierre locale et les terrasses en porte-à-faux ressemblent aux formations rocheuses voisines. Les larges fenêtres et les balcons ouvrent la demeure sur son environnement.
Le bâtiment est le fruit d'une véritable prouesse technique.
La maison sur la cascade a inspiré la résidence fictive de Vandamm au mont Rushmore dans le film d’Alfred Hitchcock de 1959 La Mort aux trousses.

## Musée
À la suite de la disparition de son père en 1963, Edgar Kaufmann Jr. fait don de la maison à la Western Pennsylvania Conservancy (en) avec plus de 200 hectares de réserve naturelle environnante, pour la transformer en musée public inauguré en 1964, avec près de 120 000 visiteurs annuels. Elle est entièrement restaurée en 2001 pour un coût d'environ onze millions de dollars.

## Distinctions
- 1938 :  « La plus belle œuvre de Wright » par Time (magazine)[8].
- 1966 : Monument historique national des États-Unis (National Historic Landmark).
- 1991 : « Meilleure œuvre de tous les temps de l'architecture américaine » par l'American Institute of Architects (AIA).
- 2007 : 29e de la liste de « l'architecture préférée de l'Amérique » (America's Favorite Architecture (en)) par l'AIA.
- 2008 : Inscription sur la liste indicative du patrimoine mondial de l'Unesco[2].
- 2009 :  Version Lego Architecture, par l'artiste et architecte américain Adam Reed Tucker.
- « Liste des 28 lieux à visiter avant de mourir » par le magazine Smithsonian de la Smithsonian Institution[9].

## Dans les arts et la culture populaire

### Filmographie

#### Cinéma
- 1959 : La Mort aux trousses, d'Alfred Hitchcock (s'en est inspiré pour son film[10]).

#### Télévision
- 2007 : Court-métrage de l'artiste illustrateur et graphiste espagnol Cristóbal Vila[11] (description de la structure de la maison sur son lieu d'implantation).

### Littérature

#### Roman
- 1996 : Endymion (roman), de Dan Simmons (maison nommée Cascatelle dans le livre, où Énée cherche l'architecte qui doit l'aider à enseigner).

### Maquettisme

#### Jeux de Construction
- 2009 : Référence 21005 du fabricant LEGO dans sa collection Architecture